# 上崎駅
上崎駅（かみざきえき）は、かつて宮崎県延岡市北方町上崎にあった高千穂鉄道高千穂線の駅である。高千穂線の部分廃線に伴い2007年（平成19年）に廃駅となった。

## 歴史
- 1937年（昭和12年）9月3日：国有鉄道日ノ影線の川水流 - 槇峰間延伸により開業[1]。
- 1987年（昭和62年）4月1日：国鉄分割民営化により九州旅客鉄道の駅となる[1]。
- 1989年（平成元年）4月28日：第三セクター転換により高千穂鉄道の駅となる[2]。
- 2005年（平成17年）9月6日：台風14号による被害で高千穂線が全線運休となる。
- 2007年（平成19年）9月6日：延岡 - 槇峰間廃線により廃駅。

## 駅構造
単式ホーム1面1線の棒線駅であった。駅舎はなく、緑色の待合室があった。

## 利用状況
2003年度の1日平均乗車人員は5人であった。

## 現状
2023年現在、コンクリート製の待合室・駅名標・プラットホームが現存しており、駅待合室内には木製の駅名標や高千穂鉄道時代の時刻表も現存しているが、線路は外されている。
また、2022年より高千穂線の保存活動を行っている五ヶ瀬川鉄道保存会により駅ノートが設置されている。

## 駅周辺
- 国道218号
- 五ヶ瀬川

## 隣の駅
高千穂鉄道
■高千穂線
川水流駅 - 上崎駅 - 早日渡駅